# San Sebastiano (Cima da Conegliano Strasburgo)
Il San Sebastiano è un dipinto ad olio su tavola (116,5x47 cm) attribuito a Cima da Conegliano e conservato presso il Musée des Beaux-Arts di Strasburgo.

## Storia e descrizione
Il trittico completo di lunetta fu commissionato al Cima da Conegliano e alla sua bottega nel 1500 e ultimato nel 1502 dal priore dell'ordine dei frati minori conventuali Gerolamo da Casale, poi committente della grande opera del giovane Tiziano Vecellio per la basilica di Santa Maria Gloriosa dei Frari, per la chiesa di Mestre di chiesa di San Rocco.
Il polittico di componeva originariamente di quattro tavole in pioppo. Le due laterali raffiguravano i santi patroni degli appestati Rocco e Sebastiano, mentre la tavola centrale raffigurava santa Caterina d'Alessandria completa della lunetta con la Madonna col Bambino e i santi Francesco d'Assisi e Antonio di Padova. Il priore concesse la commissione dell'opera alla congregazione di San Rocco che era stata fondata pochi anni prima nel 1487.
Copia dell'intero lavoro fu eseguita nel 1726, è conservata nella sagrestia del duomo di Mestre dedicato a san Lorenzo. Nel medesimo anno la chiesa fu oggetto di lavori di ammodernamento e l'altare maggiore fu sostituito da uno nuovo in pietra che portò a spostare l'opera su di un altare laterale venendo poi acquistata da John Strange che era residente a Mestre che lo divise vendendolo a acquirenti differenti.
Il pannello raffigurante san Sebastiano era posto a sinistra, mentre quello raffigurante san Rocco sul lato sinistro. La scelta cadde sui due santi patroni della peste e degli appestati. La ricostruzione e l'attribuzione a Cima da Conegliano è stata possibile proprio grazie alla copia, non di ottima qualità, in San Lorenzo di Mestre. Il pannello centrale raffigurante santa Caterina d'Alessandria riconoscibile dalla ruota spezzata e dalla corona, ospita la firma dell'artista sul piedistallo: JOANIS BABTISTE CONEGLANESIS OPUS.

## San Rocco e san Sebastiano

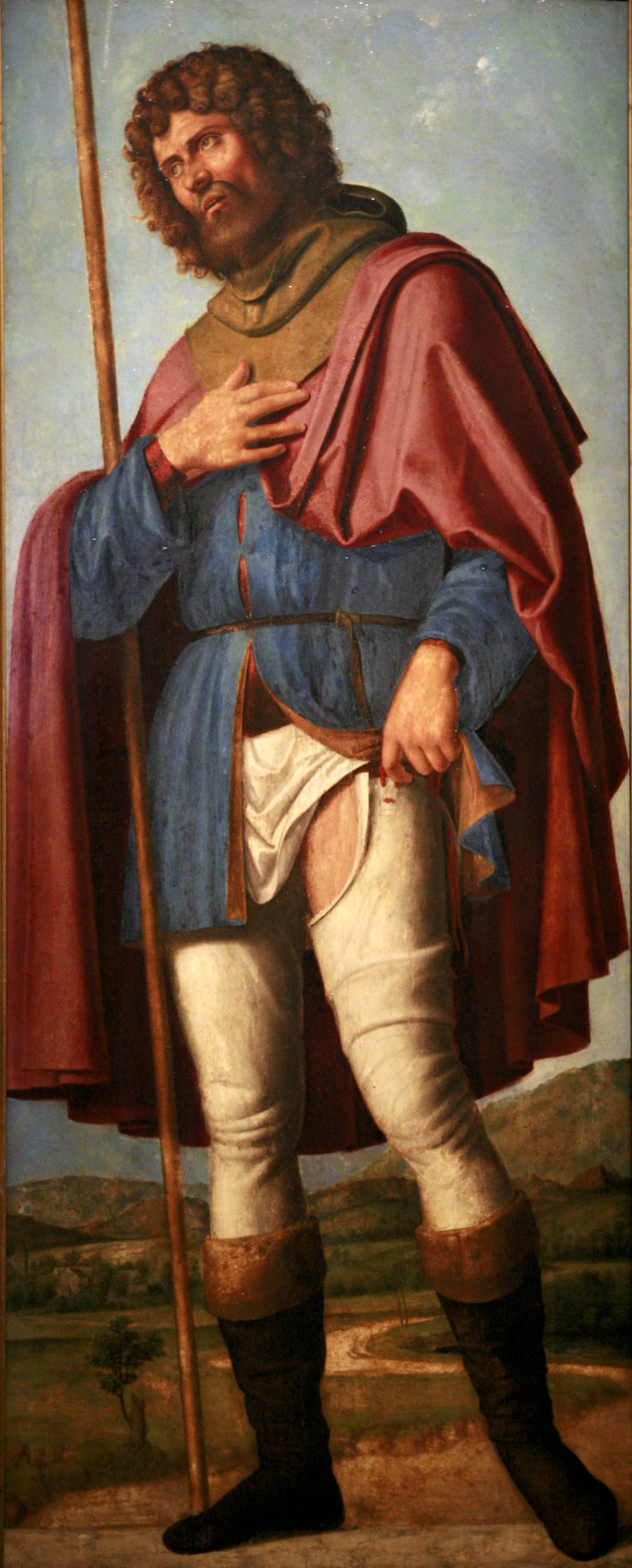
San Rocco
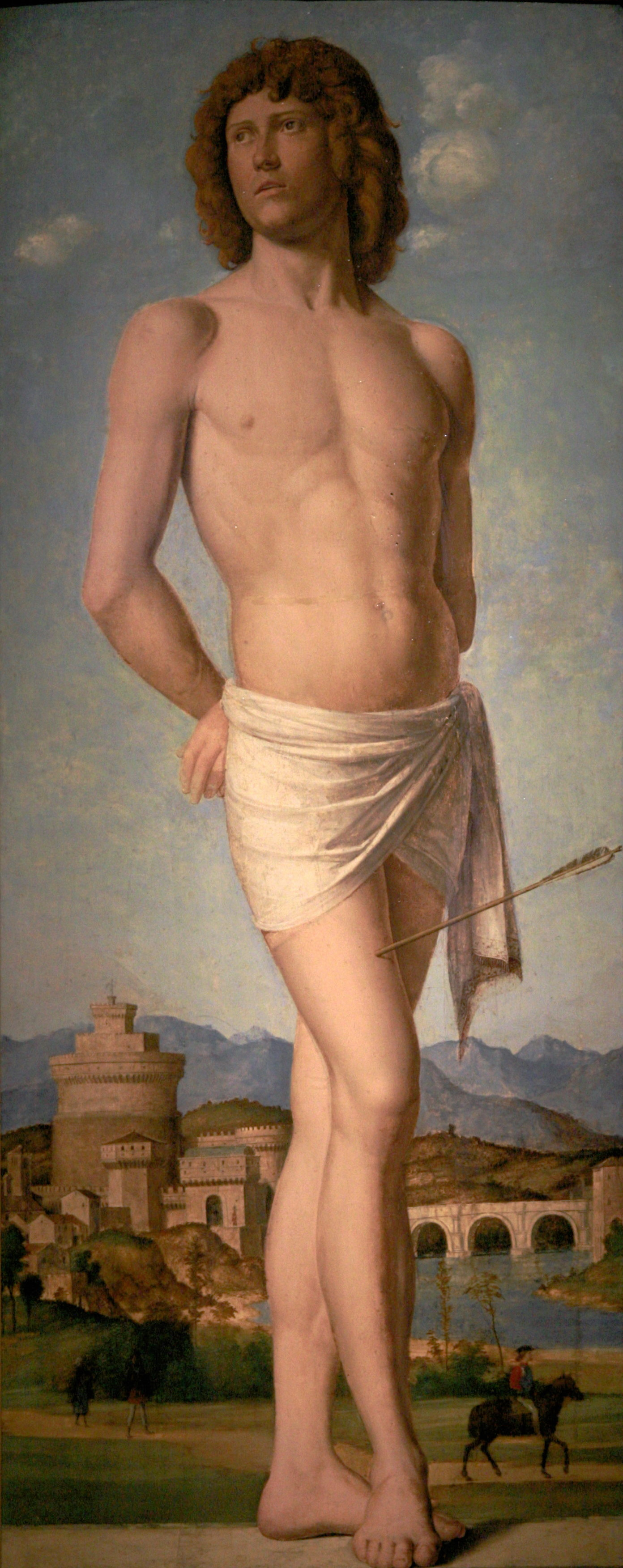
San Sebastiano